# Stadsliden

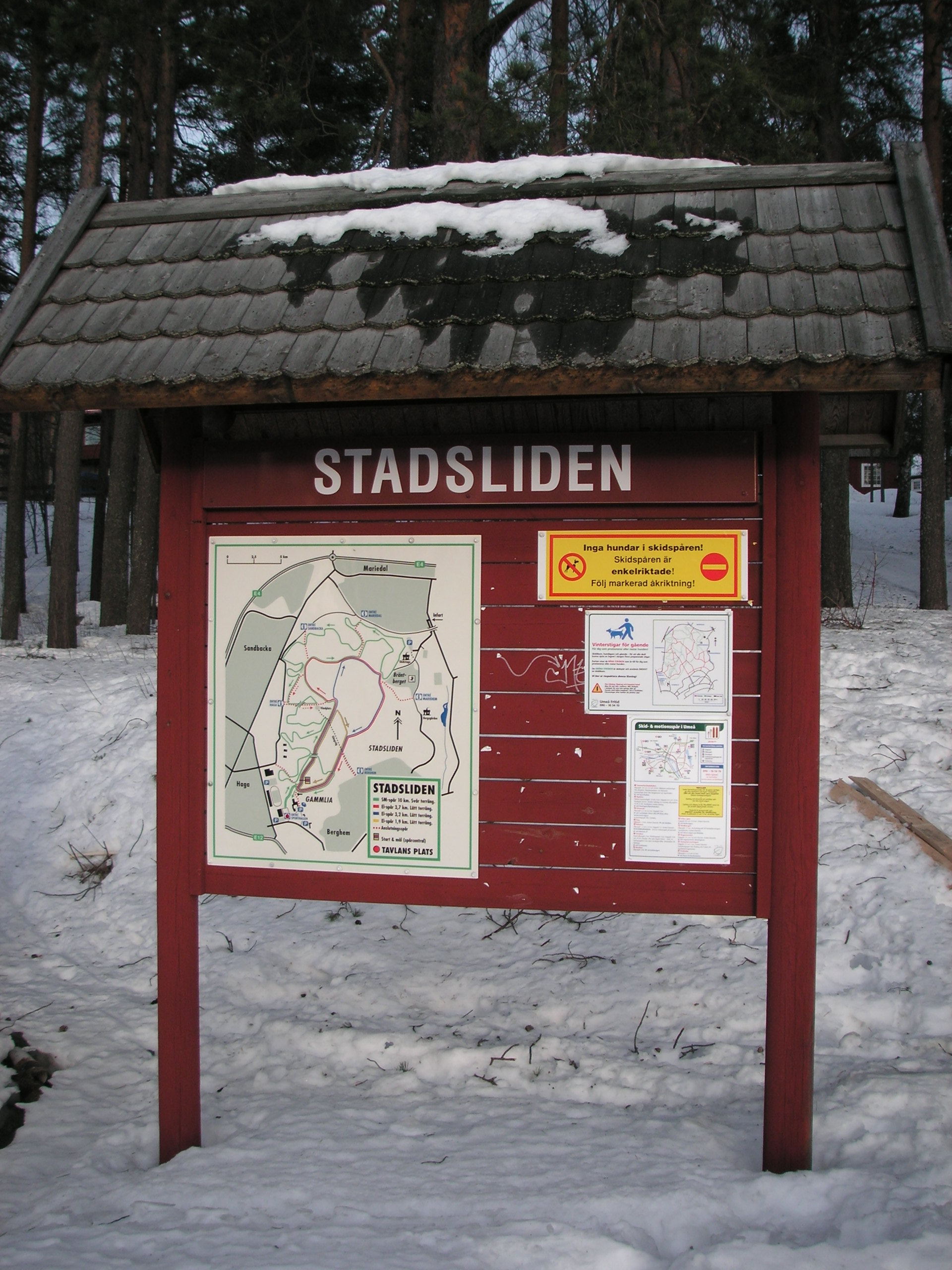
Informationstavla

Stadsliden är ett stort grönområde centralt i Umeå. I folkmun kallas det oftast för Gammliaskogen, på grund av närheten till Gammliaområdet. Området, som avsattes som parkmark 1974, upptar cirka 1,6 kvadratkilometer och består till största delen av granskog. Området genomkorsas av ett antal motionsspår (från 1,9 till 10 km). 
Stadsliden är omgiven av tätortsbebyggelse och gränsar till stadsdelarna Berghem, Haga, Sandbacka, Mariedal och Mariehem. I områdets södra utkant ligger Gammlia friluftsmuseum med Västerbottens museum (länsmuseum). Där finns också sporthallen Gammliahallen och idrottsarenan Gammliavallen. På östra sidan finns Bräntberget som är en slalom- och pulkbacke med skidlift. 
I området har ett flertal större idrottsarrangemang genomförts, bl.a. SM i terränglöpning 1981 och SM i längdåkning 1996, 2001 och 2014, prologen till O-ringen 1997 samt världscupen i längdåkning 2004.

## SM-spåret
I de västra delarna av området går 10-kilometersspåret som i folkmun kallas "SM-milen". Det är ett tekniskt avancerat skidspår som på somrarna använts flitigt som löpträningsspår av motionärer. Spåret anses i många sammanhang som ett av Sveriges mest fysiskt krävande motionsspår och jämförs ofta med spåren för Lidingöloppet.
- Km 0–2 inleds vid Gammliahallen med en stigning uppför Museibacken. Därefter fortsätter spåret efter samma sträckning som 3,7 kilometersspåret.
- Km 2–5 fortsätter genom att spåret viker av på egen bana strax före Bräntberget. Därefter går spåret brant nedför för att sedan klättra uppför berget och sedan direkt ned igen. Därefter slingrar sig spåret genom de delar av skogen som angränsar mot stadsdelarna Mariedal och Mariehem.
- Km 6–9 består av en sträcka som passerar genom den del av skogen som angränsar mot stadsdelarna Haga och Sandbacka. På denna sträcka passeras de flesta och längsta backarna eftersom slingan är dragen upp och ned för den västra sidan av det berg som Stadsliden utgör.
- Km 10 börjar nära starten men viker av norrut i en lång men svag backe på eget spår parallellt med de andra elljusspåren. Efter ett par hundra meter korsas de andra spåren på en skidbro och spåret vänder tillbaka österut och ansluter strax norr om Gammlia friluftsmuseum. Därefter går spåret gemensamt med de övriga tillbaka mot Museibacken och målet vid Gammliahallen.